# Kalimanci (obwód Błagojewgrad)
Kalimanci (bułg. Калиманци) – wieś w Bułgarii, w obwodzie Błagojewgrad, w gminie Sandanski. Według Ujednoliconego Systemu Ewidencji Ludności oraz Usług Administracyjnych dla Ludności, miejscowość zamieszkuje 176 mieszkańców.

## Osoby związane z miejscowością
- Ilija Daskałow (1866–1922) – bułgarski rewolucjonista
- Georgi Kazepow (1880–1923) – bułgarski rewolucjonista
- Ilija Kostadinow (1880–1923) – bułgarski rewolucjonista
- Kostadin Popstojanow (1836–1900) – bułgarski pedagog
- Georgi Stanczowalijata (?–1903) – bułgarski rewolucjonista